# Паротия на Карола
Паротията на Карола (Parotia carolae) е вид птица от семейство Райски птици (Paradisaeidae).

## Разпространение
Видът е разпространен сред планинските гори в централна Нова Гвинея.